# Клевно, Владимир Александрович
Владимир Александрович Клевно (18 января 1955, Алтайский край — 25 августа 2023, Москва, Москва) — российский врач-судебно-медицинский эксперт высшей квалификационной категории, доктор медицинских наук, профессор, директор ФГУ Российский центр судебно-медицинской экспертизы (2004—2009).
Член общественных академий наук РАЕН (академик с 2006 г.), РАМТН, ВАНКБ.

## Биография
Родился 18 января 1955 года в селе Верх-Суетка Благовещенский (ныне Суетский) район Алтайского края.
В 1978 году окончил лечебный факультет Алтайского государственного медицинского института в Барнауле по специальности «врач-лечебник».
В 1978—1980 гг. обучался в клинической ординатуре на кафедре судебной медицины по специальности судебно-медицинская экспертиза, получив первичную специальность врач-судебно-медицинский эксперт.
В 1981 году защитил диссертацию на соискание учёной степени кандидата медицинскуих наук, а в 1992 г. по результатам публичной защиты докторской диссертации президиумом Высшей аттестационной комиссии (ВАК) Министерства образования и науки РФ ему присуждена учёная степень доктора медицинских наук и присвоено учёное звание профессора по специальности судебная медицина.
С 1980 по 2003 гг., находясь на преподавательской работе, В. А. Клевно прошёл путь от ассистента, доцента до профессора кафедры судебной медицины Алтайского государственного медицинского университета. Научно-педагогическую работу успешно совмещал с практической экспертной деятельностью в Алтайском краевом Бюро судебно-медицинской экспертизы.
С 2003 г. заместитель директора по научной работе, а с 2004 по 2009 гг. — директор ФГУ Российский центр судебно-медицинской экспертизы Минздравсоцразвития России. В 2009 году прошёл дополнительную послевузовскую профессиональную переподготовку по специальности «организация здравоохранения и общественное здоровье» в Национальном НИИ общественного здоровья, экономики, управления и права ГОУ ВПО ММА имени И. М. Сеченова (ныне Первый московский государственный медицинский университет имени И. М. Сеченова Минздравсоцразвития России), получив дополнительную основную специальность «руководитель учреждения здравоохранения».
Работал в Бюро судебно-медицинской экспертизы Московской области.
Являлся специалистом в области судебной медицины и судебно-медицинской экспертизы, имел высшую врачебную квалификационную категорию по специальности судебно-медицинская экспертиза и сертификат специалиста врач — судебно-медицинский эксперт, состоял в международном реестре судмедэкспертов.
В. А. Клевно — учёный и организатор судебно-медицинской науки и экспертной деятельности, внёсший личный вклад в развитие отечественной судебной медицины. Его кандидатская диссертация по судебной медицине «Экспертные критерии вида и последовательности повреждений грудной клетки тупыми предметами» (Москва, 1981) отмечена дипломом профессионального общества страны, как лучшая научно-исследовательская работа года, а докторская «Комплексная судебно-медицинская оценка множественных переломов грудной клетки при травме твёрдыми тупыми предметами» (Санкт-Петербург, 1992) — признана ВАК Минобразования России лучшей работой среди медико-биологических и фармацевтических работ 1992 года. Соавтор более 300 публикаций, 18 монографий и книг, 9 изобретений, 10 рационализаторских предложений, редактор 17 научных сборников, 16 новых и усовершенствованных медицинских технологий, используемых в производстве судебно-медицинских экспертиз.

## Экспертная работа
С участием В. А. Клевно производились судебно-медицинские экспертизы, в том числе, по умышленным убийствам, по делам, связанным с привлечением к уголовной ответственности медицинских работников, требующим идентификации личности неопознанных тел при ЧС с многочисленными человеческими жертвами.
Под его непосредственным руководством работала бригада судебно-медицинских экспертов ФГУ «Российского центра судебно-медицинской экспертизы» Минздравсоцразвития России по производству судебно-медицинских экспертиз погибших и пострадавших в результате террористического акта в городе Беслане (РСО-Алания 1-3 сентября 2004 года), зоне грузино-югоосетинского конфликта (Южная Осетия, 2008), а также при ликвидации последствий авиакатастроф в Иркутске (2006), под Донецком (2006), в Перми (2008), крупных ДТП с многочисленными человеческими жертвами российских граждан в Израиле (2008), Египте (2008), Вьетнаме (2009), а также Российской Федерации (город Петушки Владимирской области, 2009). Осуществлено два международных проекта. Совместно с израильскими коллегами проведена идентификация 8 российских граждан, погибших при взрыве отеля в г. Табе (Египет). По линии Интерпола неоднократно выезжал в Таиланд (о. Пхукет) для работы в международном центре идентификации жертв Цунами с целью идентификации безвестно пропавших российских граждан во время Цунами 26 декабря 2004 года. NCBI, PMID 17191725.

## Научно-методическая работа
Профессор В. А. Клевно проводил работу по научно-методическому обеспечению судебно-экспертной деятельности в Российской Федерации.
С его участием разработаны два федеральных закона: «О государственной геномной регистрации в Российской Федерации» и «О внесении изменений в статью 52 Основ законодательства Российской Федерации об охране здоровья граждан». В развитие последнего принято постановление Правительства Российской Федерации по утверждению Правил определения степени тяжести вреда, причинённого здоровью человека и Приказ Минздравсоцразвития России по утверждению Медицинских критериев определения степени тяжести вреда, причинённого здоровью человека № 194н и Таблицы процентов стойкой утраты общей трудоспособности в результате различных травм.
С целью обеспечения единого научно-методического подхода к производству судебно-медицинских экспертиз и повышению их качества, коллективом авторов под руководством профессора В. А. Клевно было подготовило 8 печатных изданий, призванных облегчить, но не регламентирующих их использование на практике в экспертном сообществе, так как являются лишь научным трудом автора: Сборник нормативных правовых документов, регулирующих порядок определения степени тяжести вреда, причинённого здоровью человека; Комментарий к нормативным правовым документам; Руководство по судебно-медицинской экспертизе вреда здоровью; Ответы на вопросы по применению Правил и Медицинских критериев; Дефиниции и иллюстрации к Медицинским критериям; Экспертная и правоприменительная практика Медицинских критериев; Оценка переломов костей скуло-орбитального комплекса; Экспертиза вреда здоровью в случаях утраты общей и профессиональной трудоспособности; Экспертиза вреда здоровью в случаях психического расстройства, заболевания наркоманией либо токсикоманией.

## Звания и должности
- член Межведомственного координационно-методического совета по судебной экспертизе и экспертным исследованиям (2005),
- член Российской академии естественных наук (РАЕН, 2006),
- член Российской академии медико-технических наук (РАМТН, 2006),
- член Всемирной академии наук комплексной безопасности (ВАНКБ), (2007),
- главный редактор журнала «Судебно-медицинская экспертиза» (2007),
- член Межгосударственного координационно-методического совета по судебно-медицинской экспертизе и экспертным исследованиям (2007),
- председатель Диссертационного совета по защите докторских и кандидатских диссертаций (2008),
- член Экспертного совета по медицинским наукам ВАК Минобрнауки России (2008),
- эксперт Международная ассоциация судебно-медицинских экспертов (2005),
- заместитель председателя правления Всероссийского общества судебных медиков (2005),
- председатель правления Некоммерческого партнёрства судебно-медицинских экспертов (2008),
- член правления Некоммерческого партнёрства «Палата судебных экспертов» (2008),
- председатель Федерального координационно-методический совета по судебно-медицинской экспертизе и экспертным исследованиям (2008).

## Награды и премии
- Медаль «За трудовую доблесть»,
- Орден «За службу России» I степени (2008),
- Медаль «За труд во имя жизни» (2008),
- Медаль СК России «За содействие» (2008)
- Медаль «90 лет милиции России» (2007),
- Медаль «За содействие» (СК России) (2008),
- Почётная медаль Петра I «За заслуги в деле возрождения науки и экономики России» (2006),
- Почётный знак ВОСМ «За заслуги в науке» (2006),
- Медаль «Лауреат ВВЦ» (2006),
- Медаль «90 лет ВЛКСМ» (2008),
- Нагрудный знак «Отличник здравоохранения» (2008),
- Орден «Наука, образование, культура» (2010),
- Медаль «130 лет со дня рождения И. В. Сталина» (2009),
- Медаль «140 лет со дня рождения В. И. Ленина» (2010),
- Памятная медаль «65 лет Победы в Великой Отечественной войне 1941—1945 гг.» (2010)
- Медаль ФСКН России «За содействие органам наркоконтроля» (2013),
- Знак ЭКЦ МВД России «За заслуги в развитии экспертно-криминалистической службы» (2013),
- Памятная медаль Антитеррористического центра СНГ (2013).

## Основные работы
- Нормативные правовые документы, регулирующие порядок определения степени тяжести вреда, причинённого здоровью человека: сборник / Клевно В. А. — М.: РИО ФГУ РЦСМЭ Минздравсоцразвития России, Гэотар-Медиа, 2009. — 64 с.
- Комментарий к нормативным правовым документам, регулирующим порядок определения степени тяжести вреда причинённого здоровью человека. — СПб.: Издательство Р. Асланова «Юридический центр Пресс», 2008. — 213 с.
- Судебно-медицинская экспертиза вреда здоровью: руководство. / Клевно В. А. и др.; под ред. проф. В. А. Клевно. — М.: Гэотар-Медиа, 2009—300 с.
- Клевно В. А., Богомолова И. Н. Определение степени тяжести вреда здоровью. Применение Правил и Медицинских критериев. Ответы на вопросы. — М.: Гэотар-Медиа, 2010. — 136 с.
- Клевно В. А., Куликов С. Н. Медицинские критерии вреда здоровью. Дефиниции и иллюстрации: атлас. Под ред. проф. В. А. Клевно — М.: Гэотар-Медиа, 2012.
- Клевно В. А. Медицинские критерии вреда здоровью: экспертная и правоприменительная практика. / Сост. В. А. Клевно — М.: Гэотар-Медиа, 2012. — 112 с.
- Клевно В. А., Пузин С. Н., Лаврова Д. И. Экспертиза вреда здоровью. Утрата общей и профессиональной трудоспособности: научно-практическое пособие. — М.: «Гэотар-Медиа», 2012.
- Клевно В. А., Ткаченко А. А. Экспертиза вреда здоровью. Психическое расстройство, заболевание наркоманией либо токсикоманией: научно-практическое пособие / В. А. Клевно, А. А. Ткаченко — М.: ИД «ИНФРА-М», 2013. — 176 с.
- Медицинские технологии, используемые при производстве судебно-медицинских экспертиз: Сборник 2005—2010. / Сост. В. А. Клевно. — М.: Гэотар-Медиа, 2012.
- Судебно-медицинская экспертиза: сборник нормативных правовых актов / сост. В. А. Клевно. — М.: Гэотар-Медиа, 2012.
- Клевно В. А. Судебно-медицинская экспертиза: теоретические, процессуальные, организационные и методические основы: науч.-практич. пособие. — М.: Гэотар-Медиа, 2012.
- Пузин С. Н., Клевно В. А., Лаврова Д. И., Дымочка М. А. Судебная медико-социальная экспертиза: правовые и организационные основы. — М.: Гэотар-Медиа, 2010. — 128 с.
- Судебно-медицинская экспертиза / Под ред. Р. А. Хальфина, В. А. Клевно, М. Е. Путина, И. М. Ахметзянова. — М., 2008. — 208 с.
- Итоги деятельности государственных судебно-медицинских экспертных учреждений Российской Федерации за 2007 год: датированный ежегодник / Клевно В. А., Лисянский Б. М., Самоходская О. И. и др. — М.: РИО ФГУ РЦСМЭ Минздравсоцразвития РФ, 2008. — 32 с.
- Клевно В. А., Наумов Э. С., Ломов В. Е. Локальные нормативные правовые акты, регулирующие государственную судебно-экспертную деятельность бюро судебно-медицинской экспертизы органов управления здравоохранением субъектов Российской Федерации. — М.: РИО ФГУ «РЦСМЭ Росздрава», 2008. — 268 с.
- Буромский И. В., Клевно В. А., Пашинян Г. А. Судебно-медицинская экспертиза: Термины и понятия: Словарь для юристов и судебно-медицинских экспертов. — М.: «Норма», 2006. — 256 с.
- В. А. Клевно, И. Н. Богомолова, О. А. Панфиленко и др. Российский центр судебно-медицинской экспертизы: страницы истории (к 75-летию со дня образования). Под редакцией проф. В. А. Клевно. — М.: РИО ФГУ «РЦСМЭ Росздрава», 2006. — 402 с.
- Клевно В. А., Капустин А. В., Самоходская О. В. Российский центр судебно-медицинской экспертизы (к 75-летию со дня образования). — М., 2006. — 40 с.
- Клевно В. А., Филиппов М. П., Чирков О. Ю., Горяинов О. П. Судебная медицина: Терминологический словарь (Основные понятия и определения, используемые в судебной медицине). — Барнаул: Изд-во БЮИ, 2002. — 187 с.
- Клевно В. А., Филиппов М. П., Чирков О. Ю., Горяинов О. П. Судебная психиатрия: Терминологический словарь (Основные понятия и определения, используемые в судебной психиатрии). — Барнаул: Изд-во БЮИ, 2002. — 74 с.
- Клевно В. А., Филиппов М. П., Чирков О. Ю., Горяинов О. П. Первая медицинская помощь: Терминологический словарь (Основные понятия и определения, используемые в преподавании). — Барнаул: Изд-во БЮИ, 2002. — 87 с.
- Клевно В. А., Бойко Ю. Л., Филиппов М. П., Клевно Р. В. Медико-криминалистический терминологический словарь (Основные понятия и определения, используемые в судебной медицине и криминалистике). — Барнаул: Изд-во БЮИ, 2003. — 315 с.
- Клевно В. А., Бойко Ю. Л., Филиппов М. П. Правовые основы судебно-экспертной деятельности. Барнаул: Изд-во БЮИ, 2003. — 131 с.
- Грищенко Н. Б., Клевно В. А., Мищенко В. В. Добровольное медицинское страхование: Основы современной практики. — Барнаул: Изд-во Алт. ун-та, 2001. — 78 с.
- Диагностикум механизмов и морфологии переломов при тупой травме скелета. Т. 4. Механизмы и морфология повреждений грудной клетки и пояса верхней конечности/ В. Н. Крюков, В. А. Клевно, В. В. Хохлов и др. — Новосибирск: Наука. Сибирская издательская фирма РАН, 1999. — 173 с.
- Клевно В. А. Морфология и механика разрушения рёбер (Судебно-медицинская диагностика механизмов, последовательности и прижизненности переломов). — Барнаул, 1994. — 304 с.